# Hans Sönnke
Hans Sönnke (ur. 19 września 1906 w Gdańsku, zm. 12 września 1982 w Lubece) – niemiecki fotograf prowadzący w Wolnym Mieście Gdańsku laboratorium i sklep. W gdańskiej księdze adresowej z 1942 roku występuje jako właściciel sklepu ze sprzętem fotograficznym przy Długim Targu 31 (Hans Sönnke, Fotobedarf – Fotoarbeiten – Apparate, Langer Markt 31) oraz lokator stojącej obok kamienicy kupca Frömerta.

## Życiorys
W chwili wybuchu II wojny światowej służył, wraz z innymi gdańskimi fotografami, w niemieckiej grupie propagandowej Brygady Eberhardta (od 31 sierpnia do 19 września 1939 roku), jednostce wojskowej składającej się z sił SS-Heimwehr Danzig i policji WMG. Wszedł do historii fotografii II wojny światowej jako autor ponad czterdziestu fotografii opublikowanych w albumie pt. Wyzwolenie Gdańska (niem. Befreiung Danzigs), wydanym przed końcem roku 1939. Sönnke jest też autorem największego znanego zbioru zdjęć ilustrujących aneksję Wolnego Miasta Gdańska do III Rzeszy.
Wśród jego prac są m.in. publikowane na świecie zdjęcia niemieckich żołnierzy (SS-Heimwehr Danzig), policjantów (1 Pułk Policji Państwowej – Landespolizei) i celników z WMG przełamujących szlaban graniczny w Kolibkach wykonane 14 września oraz wkroczenie Niemców do Gdyni i zajęcie miasta przez hitlerowców, pancernika „Schleswig-Holstein” ostrzeliwującego broniące się Westerplatte oraz pojmanie obrońców Poczty Polskiej w Gdańsku. Był wydawcą widokówek z Gdańskiem. W 1942 roku został wcielony do Wehrmachtu.
Po wojnie zamieszkał w Lubece. W 1976 r. złożył zeznania dotyczące udziału w zajęciu Gdańska.